# Rännsten

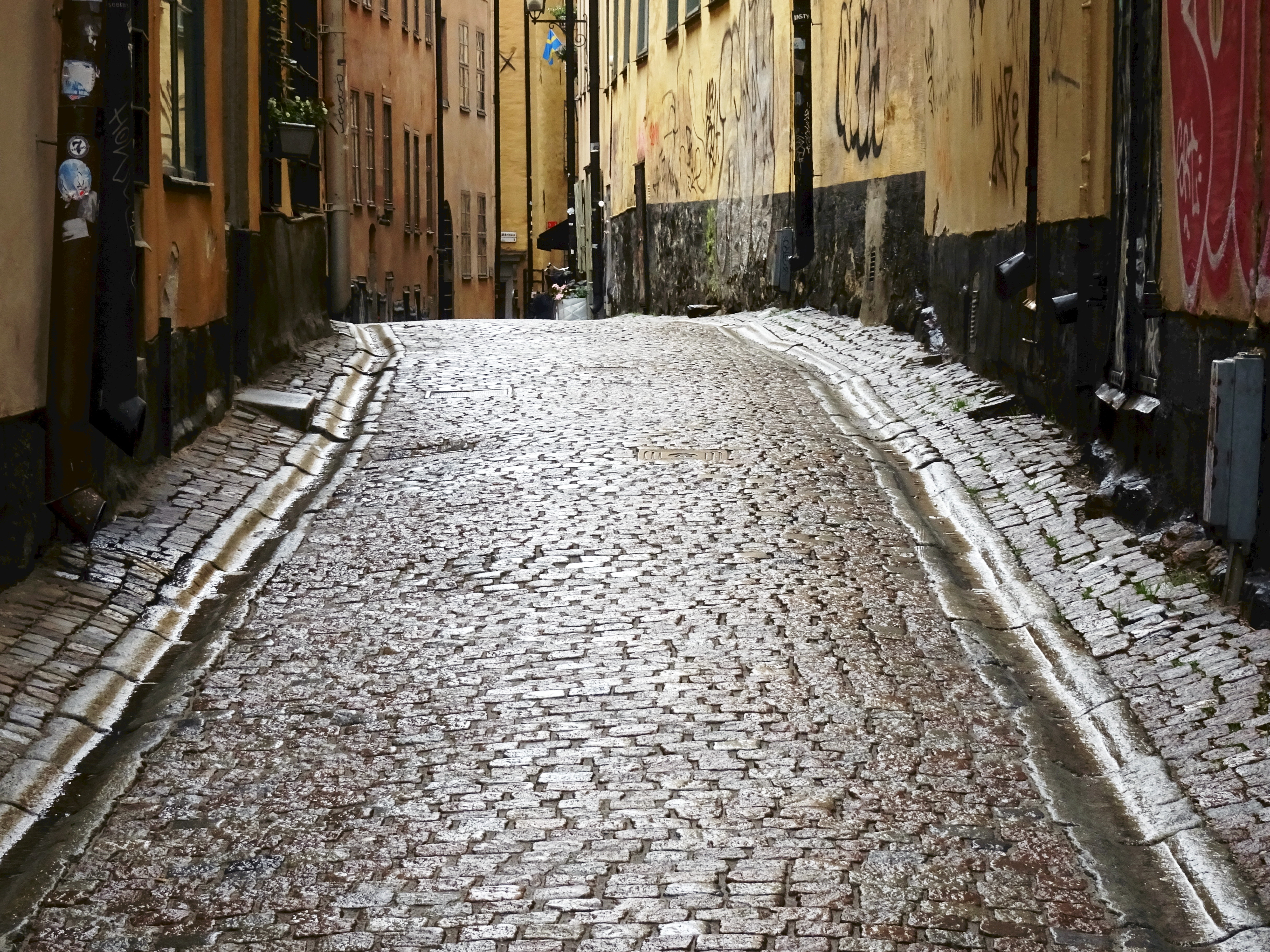
Rännstenar på Prästgatan i Stockholm.

En rännsten är en stenplatta med en infälld fördjupning, en ränna. Den fungerar som en öppen avloppsledning för dagvatten i det fria och är ofta en del av gatans körbana närmast trottoarens kantstenar. Genom en svag bombering i gatans mitt uppstår fall mot gatans kantsten, där rännstenen leder dagvattnet till en dagvattenbrunn. Innan nergrävda avloppsledningar fanns, fungerade rännstenen även som en allmän avloppsledning.